# Paralaxita boulleti
Paralaxita boulleti är en fjärilsart som beskrevs av Hans Fruhstorfer 1914. Paralaxita boulleti ingår i släktet Paralaxita och familjen Riodinidae. Inga underarter finns listade i Catalogue of Life.